# 英雄广场 (江孜)

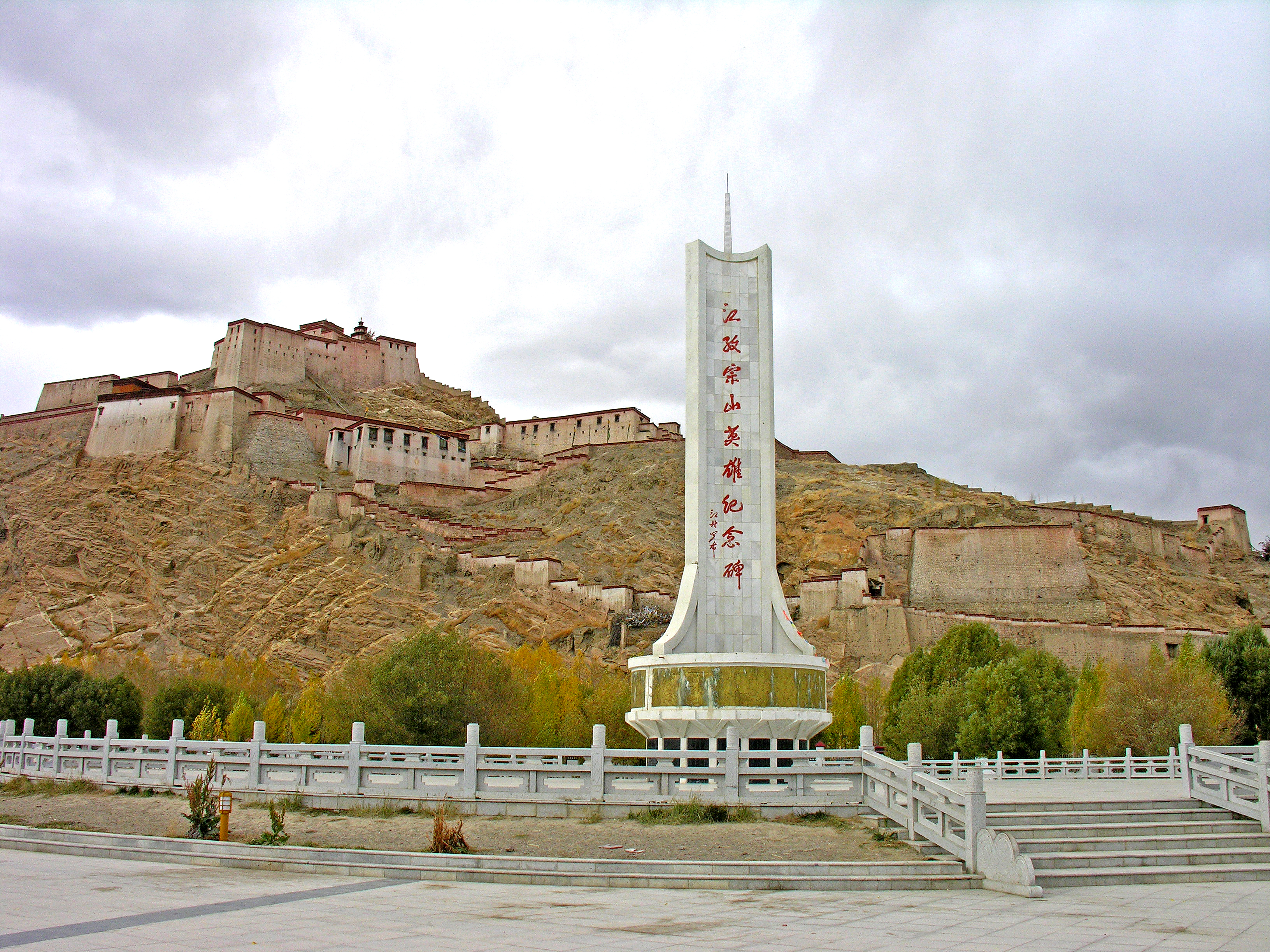
英雄广场以及广场上的江孜宗山英雄纪念碑。远方为宗山，山上为江孜宗山抗英遗址。

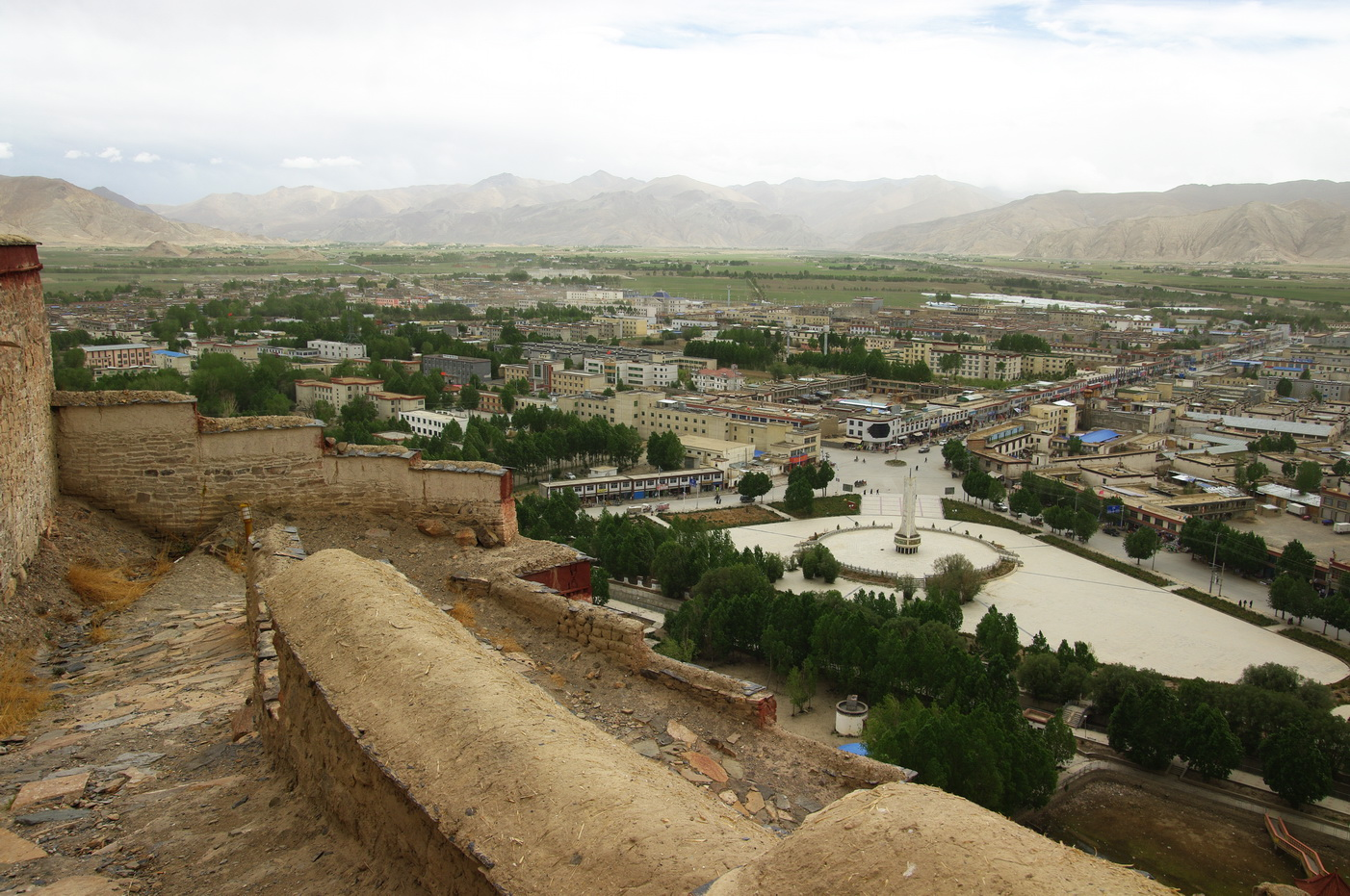
从江孜宗山抗英遗址俯瞰英雄广场

英雄广场，位于西藏自治区江孜县的江孜宗山抗英遗址所在的宗山前方。

## 简介
英雄广场是为纪念在木龍年戰爭中的江孜保卫战牺牲的藏人而命名的广场。如今，广场中央立有江孜宗山英雄纪念碑。
木龍年戰爭中，1904年7月5日到7月6日，英军步兵在炮兵支援下7次进攻江孜宗山，但均被藏军击退。坚守江孜宗山的近5,000名藏族军民用土火枪、大刀、弓箭、抛石器与使用枪炮的英军作战。经3天抵抗，守卫江孜的藏军已到了弹尽粮绝的境地。7月7日，英军占领江孜宗山，西藏军民只有少部分人突围，其他人冲入英军之中展开肉搏战，中國大陸宣稱坚持抗击到最后的数百名藏军全部跳崖身亡。國外藏學家則質疑集體跳崖是否史實，英方對此全無記載，而西藏流亡政府也否認集體跳崖的說法。英军攻占江孜宗山后，又攻占白居寺，随即占领整个江孜。1904年4月到7月，江孜保卫战持续约100天，中國大陸宣稱是近代西藏抗击外国侵略历史上规模最大的战斗。